# Max-Weber-Preis
Der Max-Weber-Preis der Bayerischen Akademie der Wissenschaften ist ein deutscher Wissenschaftspreis.
Mit dem Max-Weber-Preis zeichnet die Bayerische Akademie der Wissenschaften seit 1994 herausragende Dissertationen und Habilitationen aus den Geistes- und Sozialwissenschaften aus.
Vorschlagsberechtigt sind die ordentlichen Mitglieder der Philosophisch-historischen Klasse. Der Preis ist mit 4.000 Euro dotiert und wird von der Stiftung zur Förderung der Wissenschaften in Bayern finanziert.

## Preisträger
- 1994 – Jón Axel Hardarson, Sprachwissenschaftler
- 1995 – Oliver Lepsius, Rechtswissenschaftler
- 1996 – Marion Eggert, Sinologin
- 1997 – Ulrike Sprenger, Romanistin, Literaturwissenschaftlerin
- 1998 – Sonja Glauch, Altgermanistin, Indogermanistin, Buchwissenschaftlerin
- 1999 – Andreas Thier, Rechtswissenschaftler
- 2000 – Karl-Ulrich Gelberg, Historiker
- 2001 – Wolfgang Forster, Rechtswissenschaftler
- 2002 – Stefan Vogenauer, Rechtswissenschaftler
- 2003 – Anke Niederbudde, Slavistin, Philologin
- 2004 – Albert Dietl, Kunstgeschichtler
- 2005 – Eugen Hill, Indogermanist, Sprachwissenschaftler
- 2006 – Elisabeth Stark, Romanistin, Sprachwissenschaftlerin
- 2007 – Christiane Birr, Rechtswissenschaftlerin
- 2008 – Alf Christophersen, Theologe
- 2009 – Melanie Wald-Fuhrmann, Musikwissenschaftlerin
- 2010 – Cornel Zwierlein, Historiker
- 2011 – Luís Greco, Rechtswissenschaftler
- 2012 – Lisa Dittrich, Historikerin
- 2013 – Martina Niedhammer, Historikerin
- 2014 – Markus Hien, Philologe
- 2015 – Elke Seefried, Historikerin
- 2016 – Berenike Metzler, Orientalistin
- 2017 – Michaela Pfundmair, Sozialpsychologin
- 2018 – Martin Kovacs, Archäologe
- 2019 – Kathrin Kraller, Sprachwissenschaftlerin
- 2020 – Philipp Lenhard, Historiker
- 2021 – Caterina Schürch, Wissenschaftshistorikerin
- 2022 – Ingrid Hägele, Wirtschaftswissenschaftlerin
- 2023 – Susanne Gaube, Psychologin
- 2024 – Kyra Göbel, Psychologin